# رانیرو نیکولای
رانیرو نیکولای (ایتالیایی: Raniero Nicolai; ۵ اکتبر ۱۸۹۳ – ۲ آوریل ۱۹۵۸) شاعر اهل ایتالیا بود.
وی به مدال طلا بخش شعر مسابقات هنری در بازی‌های المپیک تابستانی ۱۹۲۰ دست پیدا کرده‌است.